# Documentos TV
Documentos TV és un programa de televisió emès per Televisió Espanyola, dedicat a la transmissió de documentals i reportatges de temàtica variada. Va començar la seva emissió el 29 d'abril de 1986. El programa va ser ideat pel periodista Miguel Veyrat, endegant la seva història el 1986 amb un programa coproduït per la BBC i TVE sobre el rei Joan Carles I. Es va consolidar amb Pedro Erquicia, que presentava Informe Semanal, durant el període de 1990 fins a la seva jubilació el 2008. A continuació Manuel Sanchez Pereira que havia dirigit també Informe Semanal, va portar el comandament del programa des de 2008 fins a 2021. Durant els anys 2011 i 2012 va ser dirigit per Diego Arizpeleta, i la directora actual és Pilar Requena.
Gairebé tots els seus documentals són programes comprats a l'estranger a altres televisions i en els últims anys també hi ha alguns realitzats per productores espanyoles, mitjançant el sistema de producció delegada.

## Premis
Aquest programa és un dels mes guardonats de TVE, havent obtingut premis com els Ondas (1989: Yoyes; 1993: Chorus Gay), Sundance (1998 i 2007), Emmy (1993: Leni Riefenstahl: el poder de las imágenes, Todos somos vecinos;1997: Nuremberg, 1998: La virilidad en peligro, 2004: In the name of God, 2006: Private Warriors, i 2010: Made in Los Angeles) o Óscar (1993: Defendiendo nuestras vidas; 1998: El largo camino a casa; 2001: Big Mama); entre molts d'altres.